# Jo Tebak
Jo Tebak (Eindhoven, 20 juli 1925 – 3 juni 2006) was een Nederlands voetballer die uitkwam voor EVV Eindhoven.

## Loopbaan

### Beginjaren
Hij kwam uit een slagersgezin en een voetbalfamilie. Zijn vader Evert Tebak speelde twintig jaar in het eerste elftal van EVV Eindhoven. Jo en zijn twee jaar jongere broer Frans traden in de voetsporen van hun vader. Beiden werden slager en voetballer.
Ze begonnen als junior bij buurtvereniging RKVV Madjoe in Stratum. Deze club ging in 1943 op in SV Tivoli. Een jaar eerder vertrokken de broers naar EVV Eindhoven. Frans, die tienvoudig international werd, maakte vlak na de bevrijding als eerste zijn debuut in het eerste elftal. Jo debuteerde als 22-jarige op 14 september 1947 in de uitwedstrijd tegen HVV Helmond. 

### Landskampioen
EVV Eindhoven was eind jaren veertig een elftal in opbouw. De club trok voetballers aan uit de stadswijken Woensel, Gestel, Stratum en Tongelre. Samen vormden ze een succesvol team dat begin jaren vijftig opklom naar de nationale voetbaltop. Jan Louwers, evenals Dick Snoek afkomstig van Gestelse Boys, vertelde in het naslagwerk 50 jaar betaald voetbal van Voetbal International dat er geen visie aan ten grondslag lag. "Alles viel samen. Dat gebeurde een beetje toevallig, zoals dat een keer gaat in de geschiedenis van een club. Daar zat niet echt een beleid of strategie achter. De spelers groeiden steeds meer naar elkaar toe."
Jo Tebak speelde meestal links op het middenveld, vlak voor zijn broer die linksachter stond. Het eerste grote succes kwam op 13 juni 1953 toen EVV Eindhoven, na de gewonnen beslissingswedstrijd tegen PSV (2-1), kampioen werd in de Eerste klasse D. 
Een jaar later volgde het hoogtepunt uit de clubhistorie. Door de 3-1 zege op 27 juni 1954 thuis tegen DOS behaalde EVV Eindhoven de landstitel.

### Elftal uit elkaar
Na de invoering van het beroepsvoetbal in Nederland na de zomer van 1954 viel het Eindhovense kampioenselftal langzaamaan uit elkaar. Zonder de vertrokken topschutter Noud van Melis pakte EVV Eindhoven in 1955 voor het derde jaar op rij de titel in de Eerste klasse. Het was het laatste grote succes.
Jo Tebak was nog van de partij, ook in het seizoen 1956/57 toen EVV Eindhoven als zevende eindigde in de Hoofdklasse A. Daardoor verdiende de club een plek in de nieuwe Eredivisie.
Bij de start van de Eredivisie was hij er niet bij. Toen de prestaties tegenvielen, maakte hij zijn rentree als centrumaanvaller. Na vier duels, de wedstrijd tegen NAC op 21 oktober 1956 was zijn laatste, stopte hij.

### Amateurs
Hij ging na zijn profperiode spelen bij vierdeklasser ESV uit de Eindhovense wijk Woensel. Hij werd aanvoerder en zou nog zes jaar voor de amateurclub uitkomen. Op 1 december 1963 kwam op 38-jarige leeftijd abrupt een einde aan zijn voetballoopbaan. In de uitwedstrijd tegen Budel Schoot kreeg hij het als captain aan de stok met de scheidsrechter. Jo Tebak deelde een klap uit en werd van het veld gestuurd. Hij werd door de KNVB voor twee jaar geschorst, tot 1 januari 1966.

### Privé
Hij verloor vijf maanden na hun huwelijk zijn echtgenote op 8 mei 1952 door een noodlottig verkeersongeluk. Hij hertrouwde in augustus 1955 en overleed op 80-jarige leeftijd in 2006 in Eindhoven.

## Clubstatistieken
| Seizoen | Club          | Land      | Competitie                   | Competitie | Competitie | Beker | Beker | Internationaal | Internationaal | Overig | Overig | Totaal | Totaal |
| Seizoen | Club          | Land      | Competitie                   | Wed.       | Dlp.       | Wed.  | Dlp.  | Wed.           | Dlp.           | Wed.   | Dlp.   | Wed.   | Dlp.   |
| ------- | ------------- | --------- | ---------------------------- | ---------- | ---------- | ----- | ----- | -------------- | -------------- | ------ | ------ | ------ | ------ |
| 1947/48 | EVV Eindhoven | Nederland | Eerste klasse Zuid I         | 20         | 0          | –     | –     | –              | –              | –      | –      | 20     | 0      |
| 1948/49 | EVV Eindhoven | Nederland | Eerste klasse Zuid II        | 3          | 0          | –     | –     | –              | –              | –      | –      | 3      | 0      |
| 1949/50 | EVV Eindhoven | Nederland | Eerste klasse Zuid II        | 14         | 0          | –     | –     | –              | –              | –      | –      | 14     | 0      |
| 1950/51 | EVV Eindhoven | Nederland | Eerste klasse E              | 14         | 0          | –     | 0     | 0              | 0              | 0      | 0      | 14     | 0      |
| 1951/52 | EVV Eindhoven | Nederland | Eerste klasse C              | 21         | 2          | –     | 0     | 0              | 0              | 0      | 0      | 21     | 2      |
| 1952/53 | EVV Eindhoven | Nederland | Eerste klasse D              | 26         | 0          | –     | 0     | 0              | 0              | 8      | 2      | 34     | 2      |
| 1953/54 | EVV Eindhoven | Nederland | Eerste klasse D              | 24         | 2          | –     | 0     | 0              | 0              | 6      | 0      | 30     | 2      |
| 1954/55 | EVV Eindhoven | Nederland | Eerste klasse D (afgebroken) | 9          | 1          | –     | –     | 0              | 0              | 0      | 0      | 9      | 1      |
| 1954/55 | EVV Eindhoven | Nederland | Eerste klasse D              | 25         | 0          | –     | –     | 0              | 0              | 5      | 0      | 30     | 0      |
| 1955/56 | EVV Eindhoven | Nederland | Hoofdklasse A                | 30         | 3          | –     | –     | 0              | 0              | 0      | 0      | 30     | 3      |
| 1956/57 | EVV Eindhoven | Nederland | Eredivisie                   | 4          | 0          | –     | 0     | 0              | 0              | 0      | 0      | 4      | 0      |
| Totaal  | Totaal        | Totaal    | Totaal                       | 190        | 8          | –     | 0     | –              | –              | 19     | 2      | 209    | 10     |